# Уокер, Трейвон
Юри Трейвон Уокер (англ. Yury Travon Walker; 18 декабря 2000, Томастон, Джорджия) — профессиональный американский футболист, выступающий на позиции ди-энда и лайнбекера в клубе НФЛ «Джэксонвилл Джагуарс». На студенческом уровне играл за команду университета Джорджии. Победитель студенческого национального чемпионата в сезоне 2021 года. На драфте НФЛ 2022 года был выбран под общим первым номером.

## Биография
Трейвон Уокер родился 18 декабря 2000 года в Томастоне в штате Джорджия. Учился в старшей школе Апсон-Ли, в составе её футбольной команды играл на различных позициях в линии защиты, раннинбеком и тайт-эндом, занимался баскетболом. После выпуска занимал восьмое место в рейтинге лучших игроков Джорджии по версии ESPN, был пятым в рейтинге 247Sports. После окончания школы получил спортивную стипендию в университете Джорджии.

### Любительская карьера
В футбольном турнире NCAA Уокер дебютировал в 2019 году. Он сыграл в двенадцати матчах, сделал 2,5 сэка. По итогам сезона голосованием тренеров он был включён в состав сборной новичков конференции SEC. В сокращённом из-за пандемии COVID-19 турнире 2020 года он провёл девять игр.
В 2021 году Уокер провёл все пятнадцать игр сезона одним из стартовых тэклов защиты команды. В двух матчах он был одним из капитанов «Джорджии». Вместе с командой он стал победителем плей-офф национального чемпионата. В финале против «Алабамы» Уокер установил личный рекорд, семь раз оказав давление на квотербека соперника.

#### Статистика выступлений в NCAA
| Сезон | Команда           | Игры | Захваты | Захваты | Захваты | Захваты | Захваты | Перехваты | Перехваты | Перехваты | Перехваты | Перехваты | Фамблы | Фамблы | Фамблы | Фамблы |
| Сезон | Команда           | Игры | Solo    | Ast     | Tot     | Loss    | Sk      | Int       | Yds       | Y/R       | TD        | PD        | FR     | Yds    | TD     | FF     |
| ----- | ----------------- | ---- | ------- | ------- | ------- | ------- | ------- | --------- | --------- | --------- | --------- | --------- | ------ | ------ | ------ | ------ |
| 2019  | Джорджия Буллдогз | 12   | 9       | 6       | 15      | 3,5     | 2,5     | 0         | 0         | 0,0       | 0         | 1         | 0      | 0      | 0      | 0      |
| 2020  | Джорджия Буллдогз | 9    | 6       | 7       | 13      | 2,0     | 1,0     | 1         | 0         | 0,0       | 0         | 0         | 0      | 0      | 0      | 1      |
| 2021  | Джорджия Буллдогз | 15   | 17      | 16      | 33      | 7,5     | 6,0     | 0         | 0         | 0,0       | 0         | 2         | 1      | 0      | 0      | 0      |
| Всего | Всего             | 36   | 32      | 29      | 61      | 13,0    | 9,5     | 1         | 0         | 0,0       | 0         | 3         | 1      | 0      | 0      | 1      |

### Профессиональная карьера
Перед драфтом НФЛ 2022 года аналитик издания Bleacher Report Деррик Классен характеризовал Уокера как одного из самых универсальных молодых защитников, приходящих в лигу. В рейтинге издания он занимал второе место среди линейных защиты. К преимуществам игрока Классен относил его антропометрические данные, физическую силу, подвижность и быстроту, умение действовать в различных техниках. Минусом Уокера называли склонность держать блоки дольше необходимого. Также Классен отмечал, что ему необходимо прогрессировать как пас-рашеру. В справочнике Draft Bible издания Sports Illustrated отмечали недостаток опыта игры в основном составе, медленную работу рук и нерешительность в некоторых игровых эпизодах.
Уокер был задрафтован «Джэксонвиллом» под общим первым номером. В мае он подписал с клубом четырёхлетний контракт с возможностью продления на пятый сезон по инициативе клуба, сумма соглашения составила 37,4 млн долларов. В НФЛ он дебютировал в матче первой недели регулярного чемпионата 2022 года, сделав сэк и перехват.

#### Статистика выступлений в НФЛ

##### Регулярный чемпионат
| Сезон | Команда              | Игры | Захваты | Захваты | Захваты | Захваты | Захваты | Перехваты | Перехваты | Перехваты | Перехваты | Перехваты | Фамблы | Фамблы | Фамблы | Фамблы |
| Сезон | Команда              | Игры | Solo    | Ast     | Tot     | Loss    | Sk      | Int       | Yds       | Y/R       | TD        | PD        | FR     | Yds    | TD     | FF     |
| ----- | -------------------- | ---- | ------- | ------- | ------- | ------- | ------- | --------- | --------- | --------- | --------- | --------- | ------ | ------ | ------ | ------ |
| 2022  | Джэксонвилл Джагуарс | 2    | 5       | 1       | 6       | 1       | 1,0     | 1         | 9         | 9,0       | 0         | 1         | 0      | 0      | 0      | 0      |
| Всего | Всего                | 2    | 5       | 1       | 6       | 1       | 1,0     | 1         | 9         | 9,0       | 0         | 1         | 0      | 0      | 0      | 0      |

* На 19 сентября 2022 года